# Type 87 (станковий гранатомет)
Type 87 (також відомий як QLZ-87) — 35-мм станковий автоматичний гранатомет, призначений для враження живої сили і вогневих засобів супротивника, розташованих поза укриттям, у відкритих окопах (траншеях) і за природними складками місцевості (у виярках, ярах, на зворотних схилах височин).

## Загальна інформація
Після експериментів з копіями радянського АГС-17 китайські інженери розробили власну концепцію станкового гранатомету під власну 35-мм гранату . 
Перші зразки пішли на озброєння китайської армії на початку 1987 року. Експортна модель має назву QLZ-87. 
Під гранатомет було розроблена ціла лінійка боєприпасів, в тому числі осколкові (радіус ураження 10 метрів) та бронебійні (прошиває броню до 80 мм)[джерело?]. 